# 王道バラエティ つかみはOK!
『王道バラエティ つかみはOK!』（おうどうバラエティ つかみはオッケー）は、1993年10月13日から1994年3月9日までTBS系列局で放送されていたTBS製作のバラエティ番組である。放送時間は毎週水曜 20:00 - 20:54 （日本標準時）。

## 概要

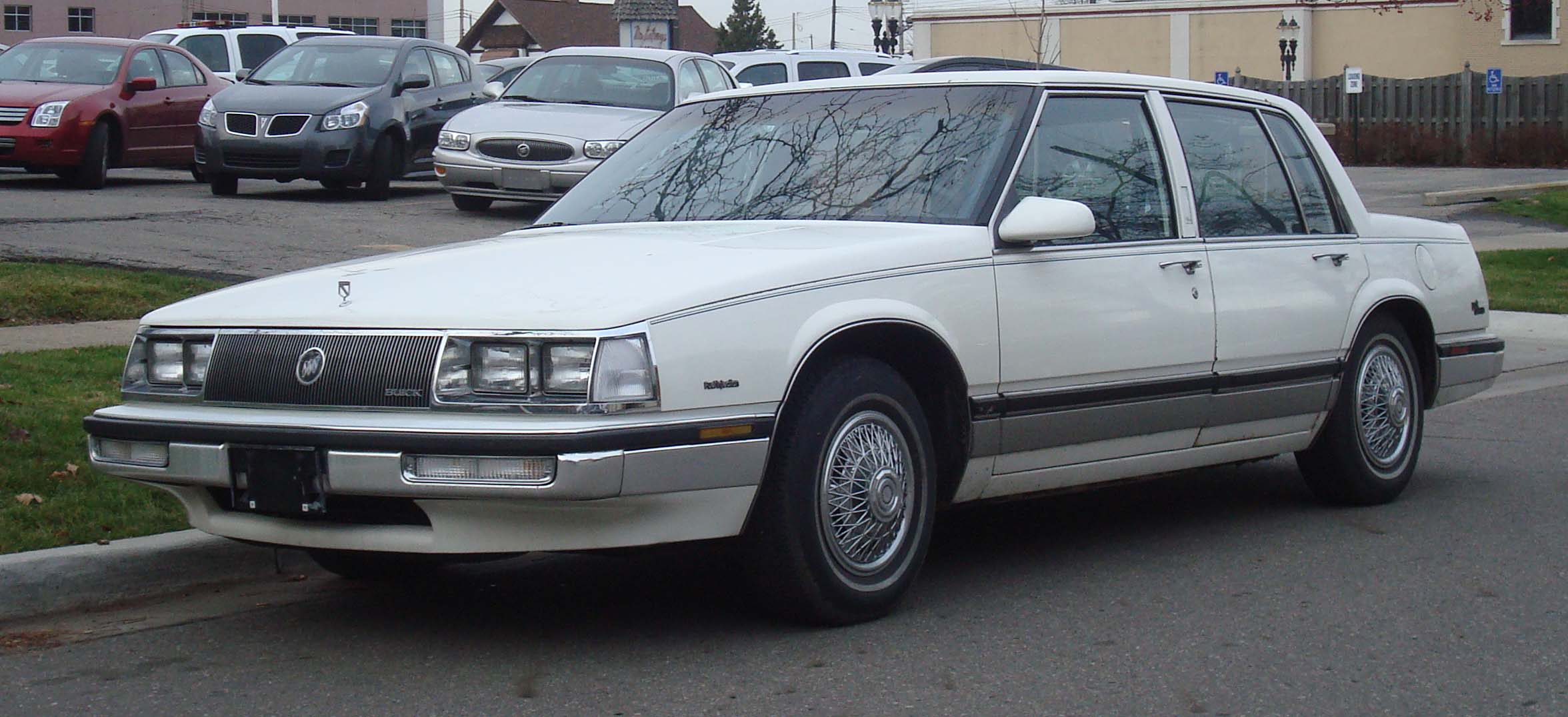
初回では肥後の愛車、ビュイック・パークアベニューが爆破された（写真は同型車）

ダチョウ倶楽部がメインを務めていた番組で、彼らによるつかみ芸やパロディコント、体を張ったリアクションなどギャグ連発の内容だった。放送第1回では、リーダー・肥後克広の当時の愛車（ビュイック）を爆破した。
エンディングでは、ダチョウ倶楽部がザ・スパイダースのものまねで「あの時君は若かった」を歌っていた。なお、ザ・スパイダースの元メンバーである堺正章本人も番組に出演していた。
最終回は総集編で、過去の放送内容のうち「抗議件数の多かったワースト5」を放送した。

## 出演者

### レギュラー
- ダチョウ倶楽部
- 久本雅美
- 清水アキラ
- 堺正章
- 瀬戸朝香
- 白木みのる
- 志生野温夫 (お子様プロレスリングアワー・実況)
- 上田馬之助 (お子様プロレスリングアワー・レフェリー)

### ゲスト
- ビートたけし（1993年10月20日）
- 泉ピン子 (同上)
- 林家ペー (1993年10月27日)
- 林家パー子 (同上)
- デーブ・スペクター (同上)
- オスマン・サンコン (同上)
- マイケル富岡 (同上)
- モト冬樹 (同上)
- ウッチャンナンチャン (1993年11月3日)
- 村田英雄 (1993年11月10日)
- 間寛平（1993年12月1日）
- 飯島愛 (1993年12月15日)
- 浜田幸一 (1994年1月5日)
- デヴィ・スカルノ (1994年1月12日)

## コーナー・企画

### 西BOO記
『西遊記』のパロディコントコーナー。三蔵法師一行(ダチョウ倶楽部)が、旅をする。本物の西遊記のドラマに出演していた堺正章は、このコントでは大目付役として出演していた。また、このコントには瀬戸朝香も参加していた。

### つかみまSHOW
笑いの基本芸を、ダチョウ倶楽部らレギュラーチームと、ゲストチームで競うコーナー。

### ドリカム家の人々
肥後＝中村正人、寺門＝西川隆宏、上島＝吉田美和役で行っていたコント。ドリカムファンからの抗議が多かった模様で最終回総集編での「抗議件数の多かったワースト5」にもランクイン。元々肥後がDREAMS COME TRUEの中村正人に似ていてものまねレパートリーの１つとしていた事がきっかけ生まれたコントであった。肥後は番組終了後2004年の映画『アマレット』で中村正人役として出演したりドリカムのライブDVDジャケット写真に登場するなど、このコントがマイナスになることなく中村と良好な関係を築いている。

### ドラマ・アニメのパロディ
「美少女戦士セーラームラムラムーン」
1993年12月1日スタート。『美少女戦士セーラームーン』のパロディ。瀬戸朝香扮するうさぎが主役。かつてTBSが製作していた『痛快なりゆき番組 風雲!たけし城』のセットを流用した企画 - 両番組ともに担当プロデューサーが桂邦彦だったことから実現。
「RAN」
当時TBSにて金曜9時に放送していた、テレビドラマ『RUN』のパロディ。
「ダ長さんの厄年」
『課長さんの厄年』のパロディ。

### 身代わり星人マゾラー
上島竜兵のリアクション芸をフィーチャーしたヒーローもの。

### お子様プロレスリングアワー
後期の1994年1月19日にスタート。解説は堺、実況は「全日本女子プロレス中継」のメインアナでもあった志生野温夫が務め、レフェリーも本物のプロレスラーである上田馬之助が行った。ルールは、「肥後同盟」と「ジモン軍団」に所属する子ども同士でプロレスという名のパンツの脱がしあいを行うというもの。本物のリングや花束嬢など、演出は忠実に本物のプロレスを再現していた反面、ルールは一転してバカバカしいものであった。また、1週勝ち抜きで１万円のオモチャギフト券がもらえ、２週勝ち抜くと２万、５週で５万円のギフト券がもらえ、5週間連続勝ち抜くと、計15万円のギフト券をもらうことが出来た。ただし、この番組が半年で打ち切りとなり、このコーナーも数回で終わった為、5週間連続勝ち抜いたチビッ子がいたのかは不明。

### 単発企画
- 肥後の愛車爆破ドッキリ（1993年10月13日放送）
- ありがとうお笑いウルトラクイズ（1993年10月20日放送） - 3人がふだん世話になっているビートたけしへ番組開始の挨拶詣でに出向く。その際にたけしから「半年後にはいい思い出（番組打ち切り）になるんだから」と言われていた。この発言は現実のものとなり、番組は半年で終了した。なお、直前の水曜19:00枠（『ザッツ!』枠）で放送されていた『コサキンルーの怒んないで聞いて!!』も半年で終了。
- 当時芸能生活60周年を迎えた村田英雄への記者会見風インタビュー（1993年11月10日放送）
- ドライブ中にUFOに攫われた家族の再現コント（1993年11月10日放送）
- イラク人とのPK対決（1993年11月10日放送）
- 「聞いてないよォ!」が流行語大賞銀賞を受賞した際の、表彰式の模様を放送（1993年12月1日放送）
- 当時台湾にいた、ダチョウ倶楽部そっくりのキャラクター「アヒル倶楽部」との対決企画
- 暴走族に喧嘩を売る企画
- 安岡力也にシバかれるドッキリ企画
- ダチョウ倶楽部と一般参加チームが、当時流行していた3on3バスケットボールで対戦する企画 - ダチョウ倶楽部に勝った一般参加チームには賞金を出していた。ダチョウチームは連戦連敗で、メンバーが仲間割れをしていた。
- ザ・ベストテンのパロディにて、ダチョウ倶楽部がDREAMS COME TRUEのものまねを披露 - 上島による吉田美和のものまねが大顰蹙を買い、抗議が殺到した。

## スタッフ
- 構成：佐々木勝俊、廣岡豊、清水東、井上知幸
- ナレーション：中江真司
- 演出：園田憲、合田隆信、荒井光明
- プロデューサー：桂邦彦

## 備考
- 竜兵会の後輩である土田晃之は本番組について、「低視聴率でわずか3か月で終わった伝説の番組」と後年テレビ朝日の番組『アメトーーク!』で言及している（実際には半年続いた）。またこの番組以来、ダチョウ倶楽部メインの番組が地上波に無いこともネタにしていた（実際にはTBSの同番組のスタッフを一部継承した『ダチョウ舌調ナイト!』『怪傑ダチョウ三銃士』やテレビ朝日の『ダチョーン倶楽部』『パー!スリー』などがある）。
- 裏番組は日本テレビ『クイズ世界はSHOW by ショーバイ!!』。初代司会者の逸見政孝は不在で入院休業→死去直後の期間にあたる。

| TBS系列 水曜20:00枠                                 | TBS系列 水曜20:00枠                                          | TBS系列 水曜20:00枠                                   |
| 前番組                                              | 番組名                                                       | 次番組                                                |
| --------------------------------------------------- | ------------------------------------------------------------ | ----------------------------------------------------- |
| おちゃのこサイサイ （1993年5月5日 - 1993年9月15日） | 王道バラエティ つかみはOK! （1993年10月13日 - 1994年3月9日） | クイズ悪魔のささやき （1994年5月11日 - 1996年5月8日） |